# Homonota
Homonota is een geslacht van hagedissen die behoren tot de gekko's en de familie Phyllodactylidae.

## Naam en indeling
De wetenschappelijke naam van de groep werd voor het eerst voorgesteld door John Edward Gray in 1845. De hagedissen werden eerder aan andere geslachten toegekend, zoals Gymnodactylus en het niet langer erkende Wallsaurus. Er zijn veertien soorten, inclusief de pas in 2021 beschreven soort Homonota itambere.

## Verspreiding en habitat
Alle soorten komen voor in delen van Zuid-Amerika en leven in de landen Argentinië, Paraguay, Bolivia, Uruguay en Brazilië. De habitat bestaat uit verschillende typen bossen en scrublands, vochtige savannen en gematigde graslanden.

## Beschermingsstatus
Door de internationale natuurbeschermingsorganisatie IUCN is aan tien soorten een beschermingsstatus toegewezen. Acht soorten worden beschouwd als 'veilig' (Least Concern of LC) en twee soorten als 'ernstig bedreigd' (Critically Endangered of CR).

## Soorten
Het geslacht omvat de volgende soorten, met de auteur en het verspreidingsgebied.
| Naam                     | Auteur                                                  | Verspreidingsgebied  |
| ------------------------ | ------------------------------------------------------- | -------------------- |
| Homonota andicola        | Cei, 1978                                               | Argentinië           |
| Homonota borellii        | Peracca, 1897                                           | Argentinië, Paraguay |
| Homonota darwinii        | Boulenger, 1885                                         | Argentinië           |
| Homonota fasciata        | Duméril & Bibron, 1836                                  | Argentinië, Bolivia  |
| Homonota horrida         | Burmeister, 1861                                        | Argentinië, Paraguay |
| Homonota itambere        | Cabral & Cacciali, 2021                                 | Paraguay             |
| Homonota marthae         | Cacciali, Morando, Avila, & Kohler, 2018                | Paraguay             |
| Homonota rupicola        | Cacciali, Ávila & Bauer, 2007                           | Paraguay             |
| Homonota septentrionalis | Cacciali, Morando, Medina, Köhler, Motte, & Avila, 2017 | Paraguay, Bolivia    |
| Homonota taragui         | Cajade, Etchepare, Falcione, Barrasso & Alvarez, 2013   | Argentinië           |
| Homonota underwoodi      | Kluge, 1964                                             | Argentinië           |
| Homonota uruguayensis    | Vaz-Ferreira & Sierra De Soriano, 1961                  | Uruguay, Brazilië    |
| Homonota whitii          | Boulenger, 1885                                         | Argentinië           |
| Homonota williamsii      | Ávila, Perez, Minoli & Morando, 2012                    | Argentinië           |